# Marion Serrano
Marion Alejandra Serrano Guajardo (Santiago, 8 de septiembre de 1999) es una deportista chilena, que compite en levantamiento de potencia adaptado. Obtuvo medalla de bronce en Juegos Parapanamericanos de 2019 y fue plata en Juegos Parapanamericanos de 2023. Ganó una medalla de bronce en los Juegos Paralímpicos de París 2024, en la categoría de –86 kg.

## Vida deportiva
Se inició en 2016 para Chile, Copa del Mundo en Río de Janeiro, Brasil (Atleta, 11 Jul 2019).
En 2017, fue nombrada "Para Atleta del Año", por la Asociación de Periodistas Deportivos de Chile.
En octubre de 2023, fue portadora de la antorcha de los Juegos Panamericanos y Parapanamericanos de Santiago de Chile, en su recorrido por Cerillos.

## Palmarés internacional
| Juegos Paralímpicos      | Juegos Paralímpicos | Juegos Paralímpicos | Juegos Paralímpicos |
| Año                      | Lugar               | Medalla             | Categoría           |
| ------------------------ | ------------------- | ------------------- | ------------------- |
| 2024                     | París (Francia)     | Medalla de bronce   | –86 kg              |
| Juegos Parapanamericanos |                     |                     |                     |
| Año                      | Lugar               | Medalla             | Categoría           |
| 2019                     | Lima (Perú)         | Medalla de bronce   | 79 kg a 86 kg       |
| 2023                     | Santiago (Chile)    | Medalla de plata    | –80 kg y +80 kg     |